# PGC 3950
LEDA/PGC 3950 ist eine Spiralgalaxie vom Hubble-Typ Sd im Sternbild Fische auf der Ekliptik, die schätzungsweise 235 Millionen Lichtjahre von der Milchstraße entfernt ist. Sie ist Mitglied der 22 Galaxien zählenden NGC 452-Gruppe (LGG 18).
Im selben Himmelsareal befindet sich u. a. die Galaxie NGC 373, NGC 382, NGC 383, NGC 386.